# Greussen (Wüstung)
Greussen (auch Greußen, Greusen oder Größe, schwäbisch Graiße) ist eine Wüstung nordöstlich von Aspach im baden-württembergischen Rems-Murr-Kreis in der oberen Talmulde des Krähenbachs. Über die ehemalige Siedlung ist heute nicht mehr viel bekannt. Der kleine Ort war ein Hofgut, der von Backnanger Bürgern bewirtschaftet wurde.

## Geschichte
Der Name der Ortschaft leitet sich vermutlich von dem althochdeutschen Wort Grus für Sand ab, jedenfalls verhält es sich so mit dem gleichnamigen Greußen in Thüringen. Es ist unklar, wann der Ort abgegangen ist. Jedenfalls wurde der im Jahre 1439 in einer Urkunde erwähnt. In diesem Jahr verpfändeten die Grafen Ludwig und Ulrich von Württemberg einige Ortschaften an die Gebrüder Wernher und Peter Nothaft von Hohenberg, darunter auch Greussen.
In einem Lagerbuch von 1528 waren vier Eigentümer der Siedlung Greussen verzeichnet: Hans Gerber, Hans Offizial, G. Sigloch und die Witwe Barbara Mayer. In einem Kellerei-Lagerbuch von 1599 wird Greussen wie folgt beschrieben: Die Größin ist ein Gut mit Wald, Wiesen und Weingart. Träger sind Hans Zimmer und Michael Lempp, Bürgermeister, Caspar und Georg Schuoh, Wilhelm Holder, Bürgermeister, Veit Lauterer und seine Geschwister und Heinrich Gerber, sämtliche zu Backnang (wohnhaft). 
Im Forstlagerbuch von Andreas Kieser (um 1686) ist das Hofgut nicht mehr verzeichnet. Somit muss es vorher abgegangen sein, möglicherweise im Dreißigjährigen Krieg (1618 bis 1648), der enorme Bevölkerungsverluste mit sich brachte. 
Später wurde die Markung von Greussen zwischen Backnang und Großaspach aufgeteilt: Der östliche Teil fiel an Backnang, während das westliche Stück Großaspach zugeschlagen wurde. Im 18. Jahrhundert hatte die Stadt die letzten privaten Parzellen aufgekauft. Die Stadt gewährte den ehemaligen Eigentümern auf Lebenszeit 3 Klafter Holz und Reisach.
Es erinnern an die ehemalige Siedlung nur noch der Wald und das anschließende Gewann mit dem gleichnamigen Aussiedlerhof (Gemeinde Aspach, Größe 1) sowie der Größeweg in Backnang.